# Katedra Niepokalanego Poczęcia Najświętszej Marii Panny w Tarnopolu
Katedra Niepokalanego Poczęcia Najświętszej Marii Panny (ukr. Церква Непорочного Зачаття Пресвятої Діви Марії; dawniej: Kościół Dominikanów pw. śś. Dominika, Wincentego z Ferrary i Jacka Odrowąża) – zabytkowa świątynia dawniej rzymskokatolicka, obecnie archieparchii tarnopolsko-zborowskiej Kościoła katolickiego obrządku bizantyjsko-ukraińskiego, położona przy ul. J.Slipyja (ukr. вул. Й. Сліпого) w Tarnopolu.

## Historia
Kościół, ufundowany przez hetmana wielkiego koronnego, Józefa Potockiego, powstał w latach 1749–1779 według projektu Augusta Moszyńskiego, szambelana królewskiego i dyrektora budowli królewskich.
Jan Obrocki, rzeźbiarz i sztukator lwowski, był zatrudniony w wyprodukowaniu ambony (istniała przynajmniej jeszcze w okresie międzywojennym przy filarze w nawie głównej) i epitafium fundatora Józefa Potockiego w kościele. Epitafium zniknęło podczas przebudowy wnętrza świątyni w 1978.
Do 1908 kościół parafialny parafii NMP Nieustającej Pomocy w Tarnopolu.
Kościół został poważnie uszkodzony podczas walk Armii Czerwonej z Niemcami w kwietniu 1944 roku, m.in. zniszczone zostały oba hełmy wieżowe. W 1945 kościół został zamknięty przez komunistów, od 1959 magazyn. Mimo starań pierwotnych właścicieli - katolików rzymskich o jego odzyskanie, w 1989 przekazany Ukraińskiej Cerkwi Greckokatolickiej.
Posąg Matki Boskiej Łaskawej, pochodzący z nieistniejącego prospektu organowego w kościele Dominikanów w Podkamieniu, wykonany na podstawie kontaktu zawartego w 1774 z Franciszkiem Olędzkim, w 1910 został przekazany do kościoła Dominikanów w Tarnopolu, skąd w roku 1945 trafił do kościoła św. Jacka w Warszawie.

## Architektura
Kościół orientowany został zbudowany na planie wydłużonego, zbliżonego do elipsy ośmiokąta ze ściętymi bokami, zamkniętego od frontu dwuwieżową fasadą. Trójnawowy korpus świątyni został przykryty okazałą kopulą, zwieńczoną latarnią. Od wschodu do korpusu przylega wydłużone prezbiterium z zakrystiami.
Ten typ układu centralno-podłużnego nawiązuje do architektury austriackiej XVIII w. Podobne rozwiązania zostały zastosowane w kościele Dominikanów we Lwowie, a także w kościołach w Lubelskiem: bazylice Narodzenia Najświętszej Maryi Panny w Chełmie, bazylice św. Anny w Lubartowie czy w kościele parafialnym pw. św. Ludwika we Włodawie.
M. Muszyńska-Krasnowolska uznała fasadę kościoła za powtórzenie fasady kościoła Jezuitów w Krzemieńcu. Jerzy Kowalczyk przypuszczał, że autorem projektu kościoła był architekt, jezuita Paweł Giżycki. Andrzej Betlej twierdzi, że autorstwo Giżyckiego jest bardzo prawdopodobne, jednak jednoznaczne przypisanie temu architektowi autorstwa całej budowli wydaje się ryzykownym. Józef Skrabski uważa, że w obecnym stanie badań rozstrzygnięcie autorstwa oraz ustalenie chronologii budowy świątyni jest niezwykle trudne. Także ten badacz stwierdził, że trudno się zgodzić z opinią d-ra Betleja, iż kościół zaprojektował Giżycki pod wpływem Paola Fontany oraz że różnice między projektem A. Moszyńskiego a istniejącym dziełem można tłumaczyć, iż budowę ukończono według koncepcji innego architekta, dobrze «wpisanego» w twórczość lokalną.

## Galeria zdjęć

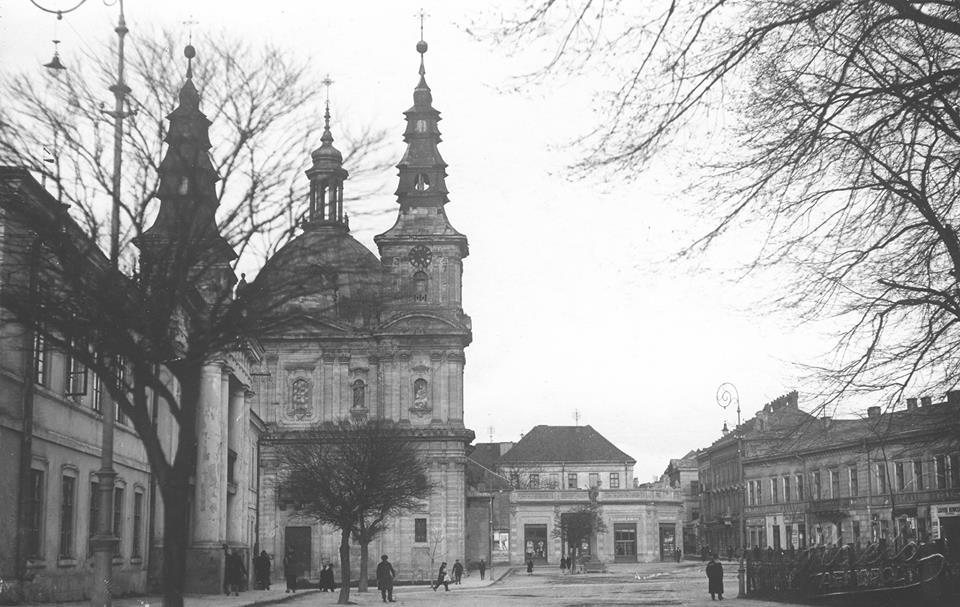
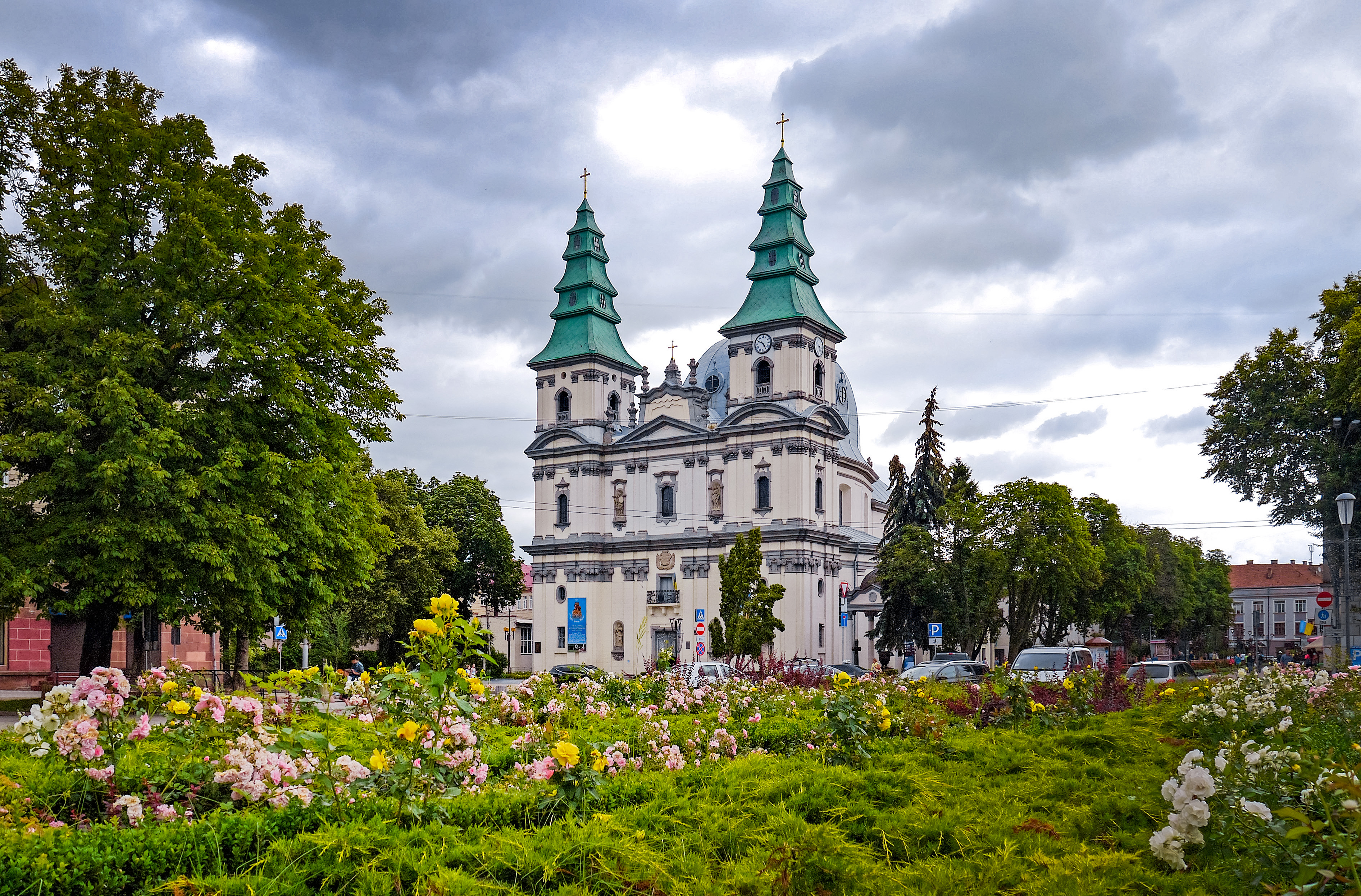
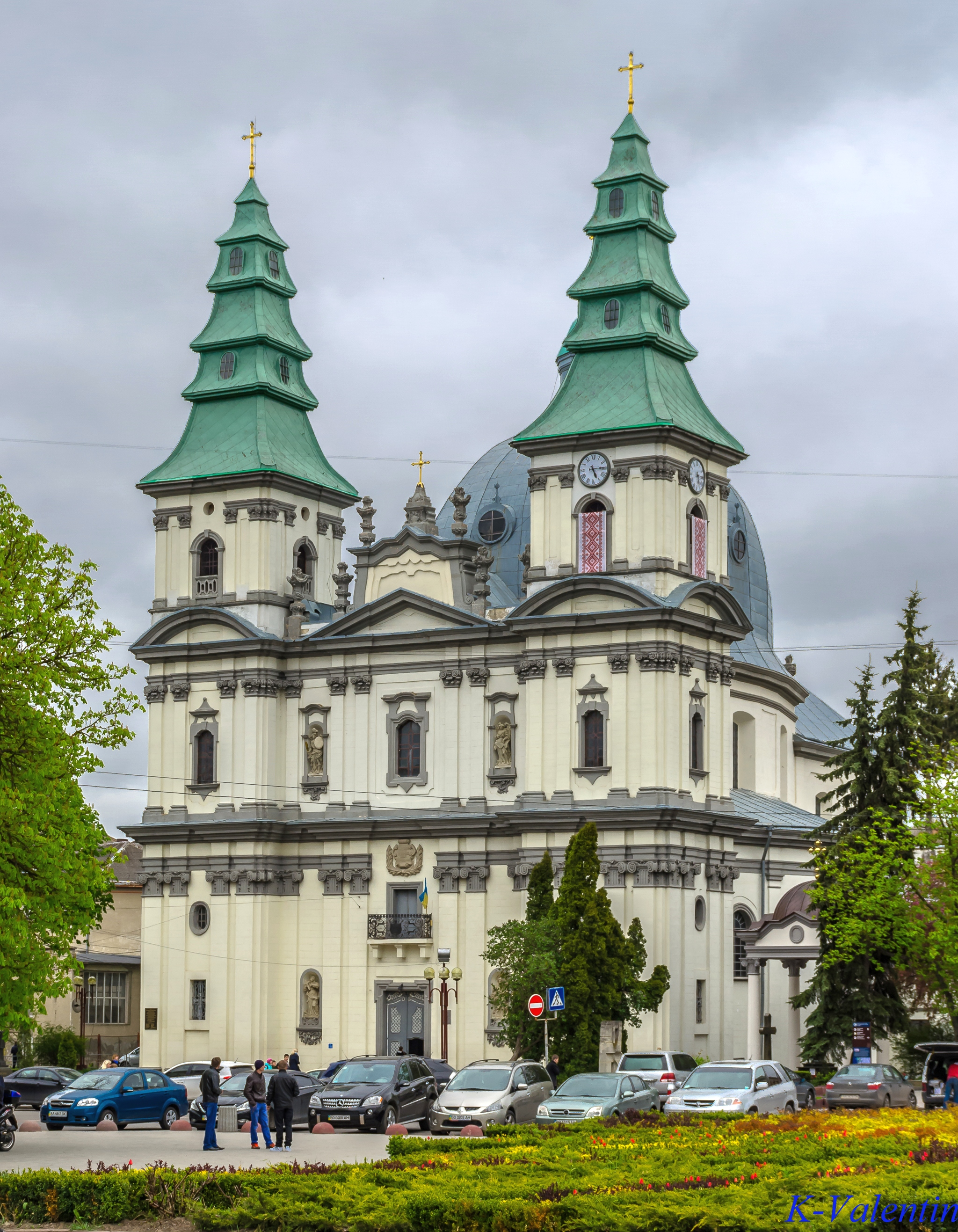
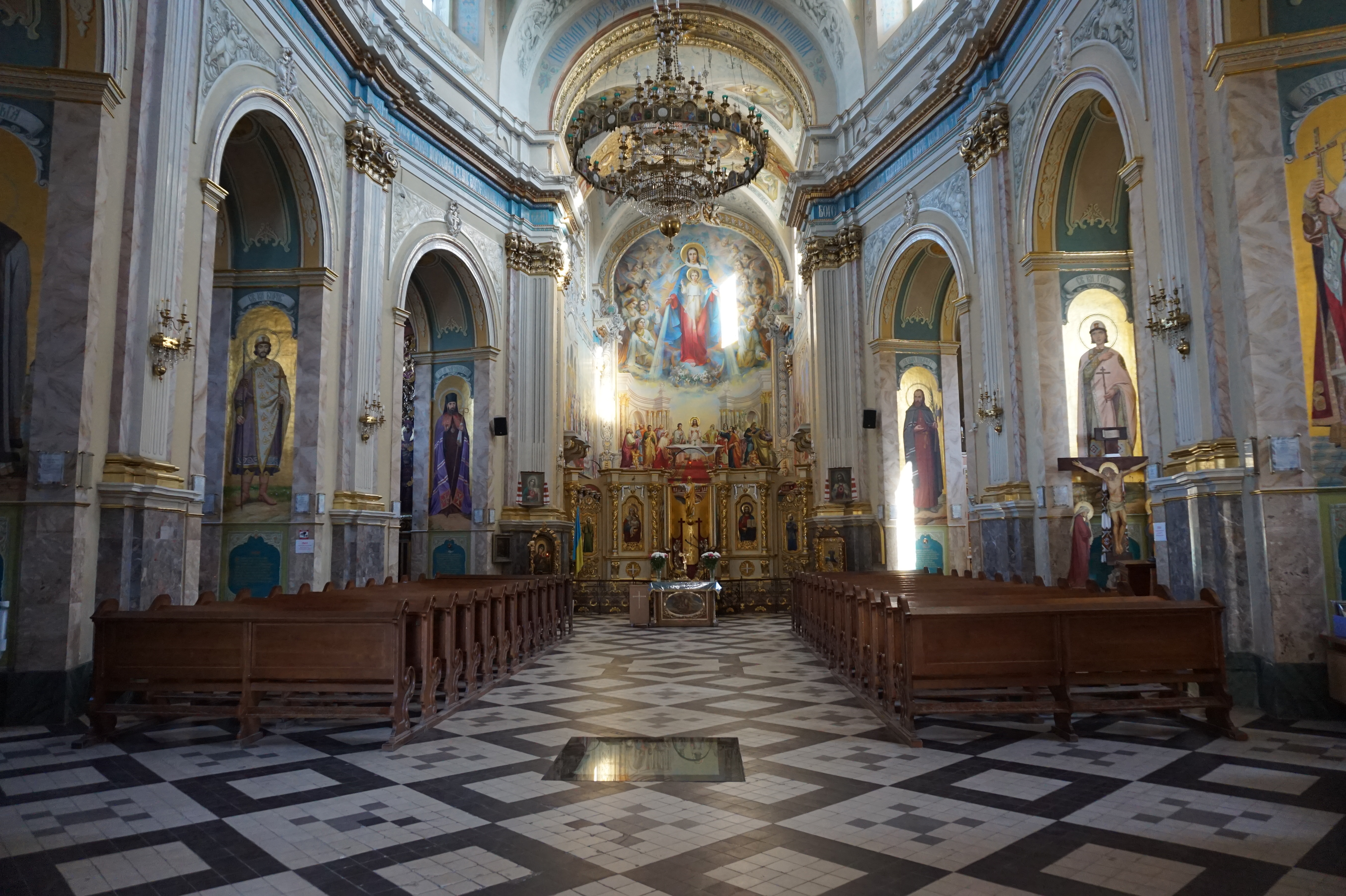
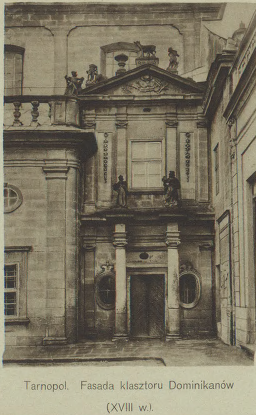
Fasada dawnego klasztoru (obecnie Obwodowe Archiwum Państwowe)
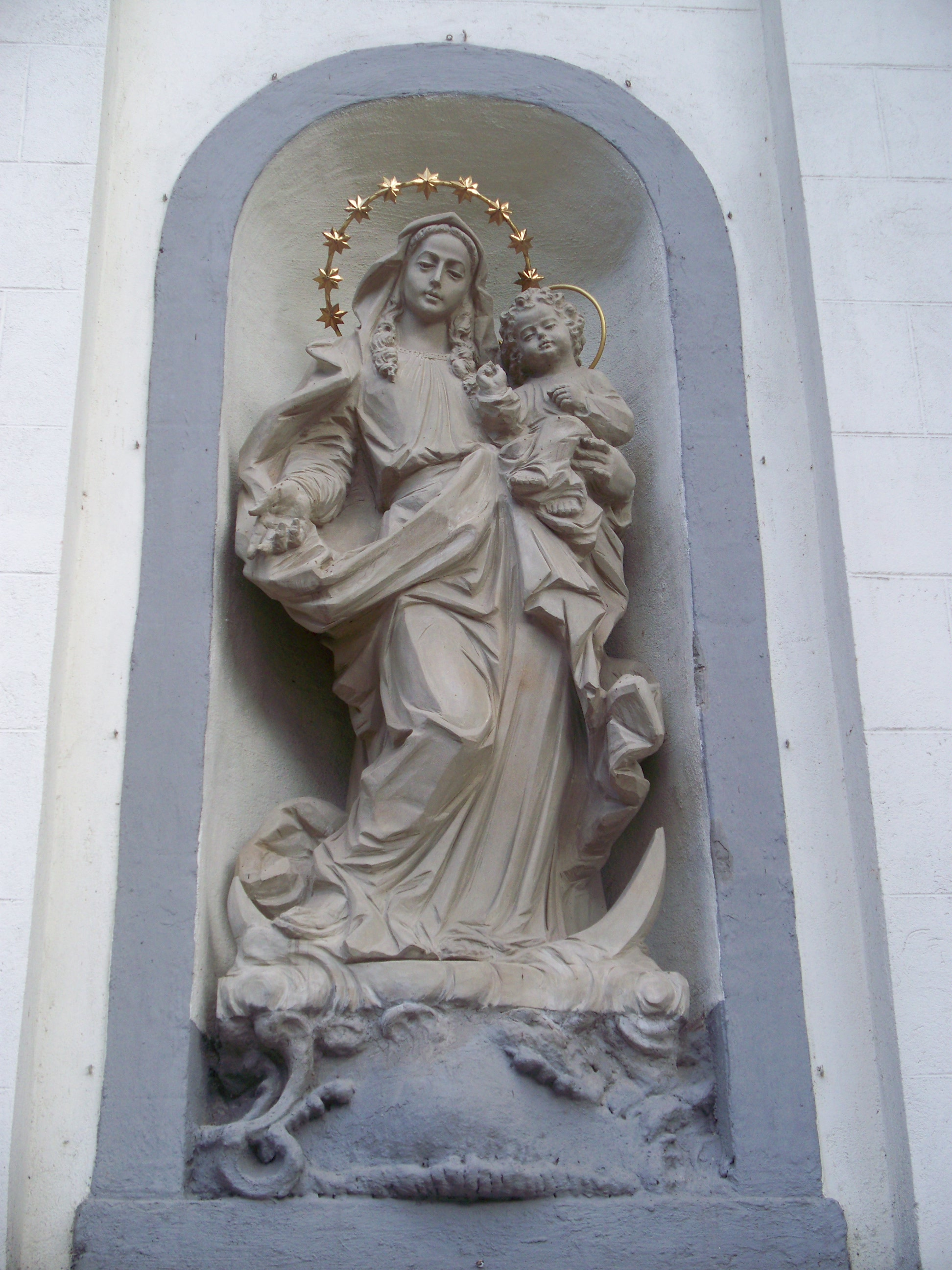
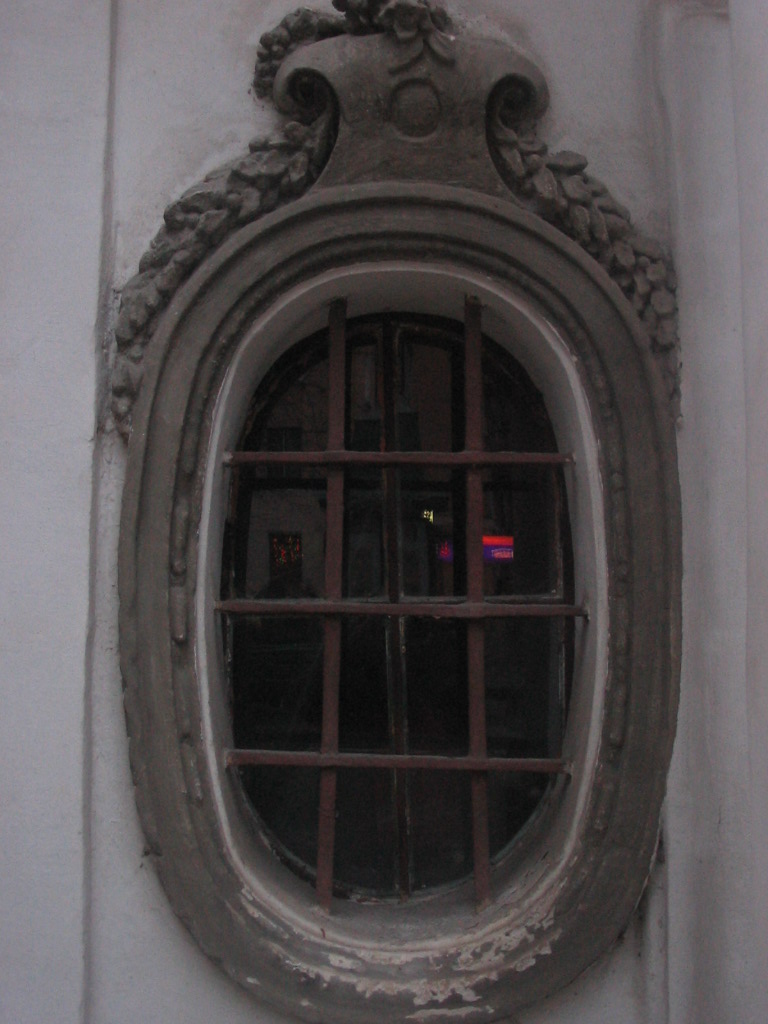
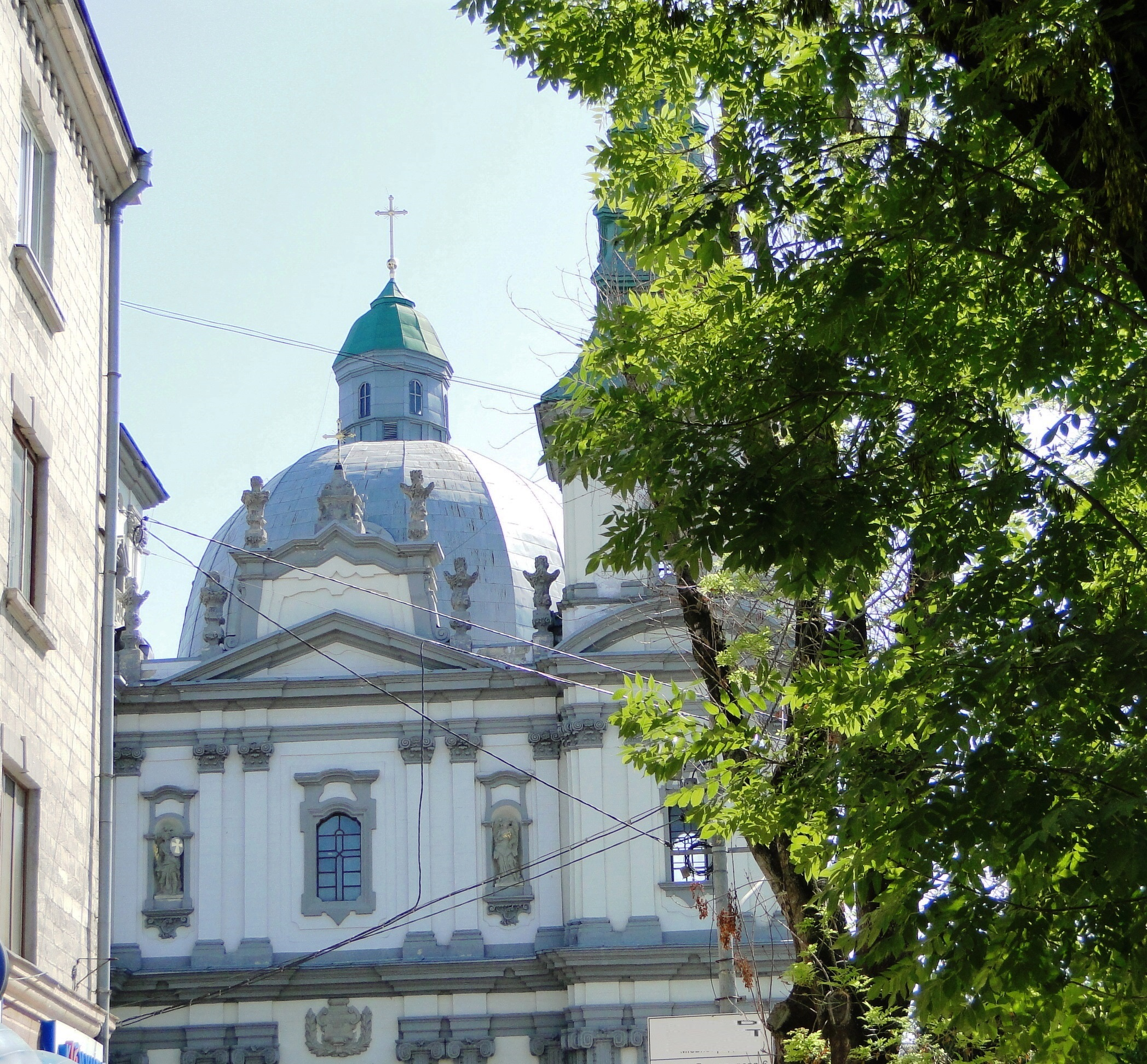